# طلب أبو عرار
طلب أبو عرار (بالعبرية: טלב אבו עראר؛ ولد في 4 مايو 1967) هو سياسي فلسطيني من مواطني إسرائيل العرب، نائب في الكنيست الإسرائيلية عن القائمة المشتركة، ينتمي للحركة الإسلامية الشق (الشق الجنوبي)، ولد في قرية البحيرة غير المعترف بها في صحراء النقب، انتخب لأول مرة عام 2013 ضمن القائمة العربية الموحدة، وانتخب للمرة الثانية في العام 2015 ضمن القائمة المشتركة التي وحدت الأحزاب العربية الأربعة التي تنشط في المجتمع الفلسطيني في إسرائيل.  

## حياته
ولد في قرية البحيرة غير المعترف بها في النقب، درس المرحلة الابتدائية في مدرسة «تل الملح» التي كانت قائمة في حينه في قرية البحيرة، انتقل بعد إنهاء المرحلة الابتدائية إلى مدرسة كسيفة لمتابعة دراسته الثانوية، حيث برز بمشاركته في الاحتجاجات الطلابية، ومنها إبان مجزرة صبرا وشاتيلا. في العام 1980 انتقل إلى قرية عرعرة النقب، بعد ان هدمت السلطات الإسرائيلية بيت عائلته وهجرت القرية من اجل إقامة المطار العسكري "نيفاطيم". درس الهندسة المعمارية في الكلية التكنولوجية في بئر السبع، وأنهى دراسته عام 1990، من ثم حصل على الدبلوم في التربية وزاول مهنة التدريس في مدرسة أبو عرار في عرعرة النقب لمدة 12 عامًا، شغل خلالها منصب نائب مدير المدرسة لمدة عام، في عام 2011 انهى اللقب الأول في القانون في كلية أونو الأكاديمية، وحصل بعدها على رخصة مزاولة مهنة المحاماة.
أبو عرار متجوز واب ل 8 أبناء و4 بنات، وكانت مصادر إعلامية قد كشفت انه متزوج من امرأتين، وقد اثارت هذه القضية العديد من التساؤلات حوله، لكونه حقوقي ونائب في البرلمان، حيث يعتبر تعدد الزوجات مخالفة قانونية في إسرائيل.  

## نشاطه السياسي
انضم لصفوف الحركة الإسلامية في عام 1985، وترأس الحركة الإسلامية في عرعرة النقب لمدة 10 سنوات تقريبًا، وكان عضوا في مجلس الشورى في الحركة الإسلامية القطرية، انتخب ضمن قائمة الهدى والسلام التي تمثل الحركة الإسلامية لرئاسة مجلس محلي عرعرة النقب، من العام 2000 وحتى عام 2004. بعد انشقاق الحركة الإسلامية في العام 1996 قرر الانضمام للشق الذي بات يعرف بالشق الجنوبي بقيادة عبد الله نمر درويش وحماد أبو دعابس، وهو الشق الذي قرر ضمن استراتيجيته السياسية خوض الانتخابات البرلمانية الإسرائيلية.
في عام 2009 ترشح لانتخابات الكنيست في المكان الخامس في القائمة العربية الموحدة التي شملت الحركة الإسلامية (الشق الجنوبي)، الا انه لم ينجح الا في الانتخابات اللاحقة عام 2013، حيث شغل المكان الرابع. في العام 2015 وبعد تشكيل القائمة المشتركة للأحزاب العربية في إسرائيل، انتخب في المكان التاسع للقائمة التي حصلت على 13 مقعداً.
في عمله البرلماني ينشط خصوصًا في قضايا حقوق المجتمع العربي البدوي في النقب وقضايا الاقلية الفلسطينية في إسرائيل، في العام 2016 سجل اعتراضه على اقتراح قانون إسرائيلي يهدف إلى خفض صوت المؤذنين المسلمين في المساجد، من خلال رفع الاذان من على منصة الكنيست.
حيث انتخب رئيسا لمجلس عرعرة النقب في الانتخابات الاخيرة في تاريخ 27/02/2024 وفاز بفارق كبير عن منافسة الرئيس السابق .